# Amphitrite groenlandica
Amphitrite groenlandica är en ringmaskart som beskrevs av Anders Johan Malmgren 1866. Amphitrite groenlandica ingår i släktet Amphitrite och familjen Terebellidae. Inga underarter finns listade i Catalogue of Life.